# Insolvenzrecht (Deutschland)
Das Insolvenzrecht Deutschlands ist das Rechtsgebiet des deutschen Zivilrechts, das sich auf materiell- und verfahrensrechtlichem Gebiet mit den Rechten von Gläubigern bei Zahlungsunfähigkeit des Schuldners befasst. Insolvenz (lateinisch insolvens, „nicht-lösend“, hier im Sinne von: „Schuldscheine nicht einlösen könnend“), umgangssprachlich in Deutschland auch Konkurs, Pleite oder Bankrott, ist die Unfähigkeit eines Schuldners, seine Zahlungsverpflichtungen gegenüber dem Gläubiger zu erfüllen. Die Insolvenz ist gekennzeichnet durch akute oder drohende Zahlungsunfähigkeit sowie Überschuldung.
Das Insolvenzverfahren bezweckt, entweder die Zahlungsfähigkeit des Schuldners wiederherzustellen oder die Situation geordnet abzuwickeln. Letzteres erfolgt bei insolventen Gesellschaften durch Verkauf von Unternehmen im Wege der sogenannten übertragenden Sanierung, im Wege des Insolvenzplans oder durch Liquidation mittels Unternehmensauflösung, bei Einzelpersonen letztlich durch Restschuldbefreiung.

## Überblick

Entwicklung der jährlichen Unternehmensinsolvenzen in Deutschland seit 1950

Vorrangiges Ziel eines Insolvenzverfahrens ist gemäß § 1 Satz 1 Insolvenzordnung (InsO), die Forderungen der Gläubiger des Schuldners durch Verwertung des pfändbaren Schuldnervermögens, der sogenannten Insolvenzmasse, zu erfüllen. Diese Gläubigerbefriedigung erfolgt grundsätzlich gemeinschaftlich: Das Verfahren bezweckt, möglichst allen Gläubigern zumindest einen geringen Anteil ihrer Forderungen auszubezahlen, weswegen sie nach dem Prinzip par conditio creditorum weitgehend gleich behandelt werden sollen. Um zu verhindern, dass einige wenige Gläubiger durch Schnelligkeit das letzte verbliebene Vermögen des Schuldners aufzehren, während für die anderen keine Masse übrig bleibt, untersagt das Insolvenzverfahren daher den einzelnen Gläubigern die eigenständige Vollstreckung in das Schuldnervermögen zugunsten einer koordinierten Gesamtvollstreckung.
Neben der Gläubigerbefriedigung bezweckt das Insolvenzverfahren, insolventen natürlichen Personen die Möglichkeit zum wirtschaftlichen Neuanfang zu geben. Hierzu kann sich an das Insolvenzverfahren eine Restschuldbefreiung anschließen, die dazu führt, dass der Schuldner von seinen noch ausstehenden Verbindlichkeiten, für die er nach Verfahrensbeendigung gemäß § 201 InsO einzustehen hat, befreit wird.
Handelt es sich beim Schuldner um ein Unternehmen, soll dieses soweit möglich saniert werden. Anders als bei der Gläubigerbefriedigung und der Möglichkeit zum wirtschaftlichen Neuanfang handelt es sich hierbei zwar nicht um eine Zielvorgabe der InsO, allerdings hat der Gesetzgeber den Wunsch nach Sanierung an zahlreichen Stellen zum Ausdruck gebracht. An Bedeutung gewann dieser insbesondere durch das Gesetz zur weiteren Erleichterung der Sanierung von Unternehmen (ESUG) von 2012, das die Stärkung der Sanierungsinstrumente und -Chancen sowie die Stärkung der Gläubigerpositionen bezweckte. Das Insolvenzverfahren bezweckt allerdings auch, den finanziell Instabilen vom Markt auszuschließen, da seine finanzielle Überforderung andere Marktteilnehmer gefährdet.
Einen besonderen Schutz wollte der Gesetzgeber Arbeitnehmern vor den Folgen eines Insolvenzverfahrens über das Vermögen ihres Arbeitgebers einräumen. Vor Lohnausfällen durch die Insolvenz soll sie der Anspruch auf Insolvenzgeld schützen. Dieses kompensiert ausbleibende Lohnzahlungen für bis zu drei Monate ihres Arbeitsverhältnisses bis zur Eröffnung des Verfahrens oder bis zur Abweisung des Antrags auf Verfahrenseröffnung mangels Insolvenzmasse (§ 26 InsO). Eine Auffanggesellschaft kann der Verhinderung der Insolvenz oder im Ablauf des Insolvenzverfahrens der Fortführung des Geschäftsbetriebs dienen.
Die InsO kennt unterschiedliche Insolvenzverfahren. Schuldner können gemäß § 11 InsO natürliche Personen, juristische Personen, beispielsweise Aktiengesellschaften und eingetragene Vereine, sowie Personengesellschaften, beispielsweise offene Handelsgesellschaften, sein. Für natürliche Personen, die nicht aktuell selbständig tätig sind oder die selbständig waren und deren Vermögensverhältnisse als überschaubar gelten (weniger als 20 Gläubiger) und bei denen kein Gläubiger Ansprüche aus Arbeitsverhältnissen geltend macht, kommt gemäß § 304 Abs. 2 InsO das Verbraucherinsolvenzverfahren zur Anwendung, das einige Vereinfachungen enthält. Ähnlich ist das sogenannte Regelinsolvenzverfahren, das für Selbständige und Freiberufler gilt. Ein speziell auf Sanierung des schuldnerischen Unternehmens ausgerichtetes Verfahren ist das Insolvenzplanverfahren. In eine ähnliche Richtung gehen die Eigenverwaltung und das Schutzschirmverfahren.
Gegenwärtige Rechtsquellen des Insolvenzrechts in Deutschland sind die Insolvenzordnung und deren Einführungsgesetz (EGInsO). Ferner von Bedeutung sind die Verordnung (EG) Nr. 1346/2000 über Insolvenzverfahren, die Fragen der Gerichtszuständigkeit, des anwendbaren Rechts und die Anerkennung von Entscheidungen ausländischer Insolvenzgerichte regelt, sowie die §§ 1975 ff. Bürgerliches Gesetzbuch (BGB), die neben der InsO Bestimmungen für das Insolvenzverfahren über den Nachlass enthalten.

## Geschichte
In Deutschland galt bis zur Einführung der Konkursordnung das gemeine Konkursrecht. Nach der Gründung des deutschen Reiches wurde 1877 eine einheitliche Konkursordnung (KO) erlassen, die unter Einfluss eines Entwurfs von 1873 aus dem preußischen Justizministerium für eine deutsche Gemeinschuldordnung entstand. In deren Mittelpunkt stand die Befriedigung der Gläubiger. Am 26. Februar 1935 trat als Reaktion auf die Folgen der Weltwirtschaftskrise die Vergleichsordnung hinzu. Am 29. März 1991 kam die Gesamtvollstreckungsordnung hinzu, die das Insolvenzrecht in den neuen Bundesländern regelte.
Problematisch war unter dieser Rechtslage, dass ein Großteil der Anträge auf Verfahrenseröffnung aufgrund von Massenarmut zurückgewiesen werden musste: Oftmals war nicht einmal genügend Insolvenzmasse vorhanden, um zumindest die Verfahrenskosten zu decken. Gelang es nicht, diese zu decken, konnte ein Verfahren nicht eröffnet werden. Zudem musste etwa ein Fünftel der Verfahren eingestellt werden, da die Verfahrenskosten im Laufe der Zeit die Masse überstiegen, also Masseunzulänglichkeit vorlag. Wurde ein Verfahren abgeschlossen, fiel die Insolvenzquote mit nur wenigen Prozent meist mager aus. Um diesen Problemen zu begegnen, wurde eine umfassende Reform des Insolvenzrechts beschlossen, die 1978 mit der Einberufung einer Kommission zur Reformierung des deutschen Insolvenzrechts begann.
Am 1. Januar 1999 trat schließlich die InsO in Kraft, die die früheren Verfahrensordnungen ablöste. Um das Problem der häufigen Massearmut einzudämmen, schuf der Gesetzgeber nun Anreize zu einer rechtzeitigen Stellung des Insolvenzantrags. Ebenfalls erweiterte er die Möglichkeiten des Verwalters zur Anfechtung von masseschädigenden Handlungen, damit dieser der Masse in größerem Maße als bisher Vermögen zuzuführen kann. Zum Schutz natürlicher Personen vor einem Leben am Existenzminimum aber auch zum Schaffen eines Anreizes für diesen, sich um die Gläubigerbefriedigung zu bemühen, führte der Gesetzgeber die Restschuldbefreiung ein. Weiterhin sollten die Gläubiger in größerem Umfang den Verlauf des Verfahrens bestimmen. Nach Inkrafttreten der InsO stieg die Anzahl der eröffneten Insolvenzverfahren um etwa ein Drittel an. 2010 wurden 168.458 Verfahren beantragt, was bislang den Höchststand darstellt. Seit 2011 sind die Zahlen rückläufig. 2012 erfuhr die Insolvenzordnung einige umfassende Änderungen im Rahmen des Gesetzes zur erleichterten Sanierung von Unternehmensinsolvenzen. 2014 folgten einige Anpassungen des Restschuldbefreiungsverfahrens. 2017 wurden die Vorschriften zum Insolvenzantrag (§ 14 InsO) und zur Insolvenzanfechtung (§§ 133, 142 und 143 InsO) erweitert.
Statistische Daten
| Jahr | Anträge insgesamt | davon Unternehmen | Verbraucher |
| ---- | ----------------- | ----------------- | ----------- |
| 1998 | 33.977            | 27.828            | 0           |
| 1999 | 34.038            | 26.476            | 1.634       |
| 2000 | 42.259            | 28.235            | 6.886       |
| 2001 | 49.326            | 32.278            | 9.070       |
| 2002 | 84.428            | 37.579            | 19.857      |
| 2003 | 100.723           | 39.320            | 32.131      |
| 2004 | 118.274           | 39.213            | 47.230      |
| 2005 | 136.554           | 36.843            | 66.945      |
| 2006 | 161.430           | 34.137            | 94.389      |
| 2007 | 164.597           | 29.160            | 103.085     |
| 2008 | 155.202           | 29.291            | 95.730      |
| 2009 | 162.907           | 32.687            | 98.776      |
| 2010 | 168.485           | 31.998            | 106.290     |
| 2011 | 159.418           | 30.099            | 101.069     |
| 2012 | 150.298           | 28.297            | 97.608      |
| 2013 | 141.332           | 25.995            | 91.200      |
| 2014 | 134.871           | 24.085            | 86.298      |
| 2015 | 127.438           | 23.101            | 80.146      |
| 2016 | 122.514           | 21.518            | 77.238      |
| 2017 | 115.632           | 20.093            | 71.896      |
| 2018 | 109.584           | 19.302            |             |
| 2019 | 104.069           | 18.759            |             |
| 2020 | 75.044            | 15.841            |             |
| 2021 | 120.239           | 13.993            |             |
| 2022 | 105.529           | 14.590            |             |
| 2023 | 110.178           | 17.814            |             |

Quelle: Statistisches Bundesamt

## Insolvenzeröffnungsverfahren

### Antrag auf Eröffnung
Das Insolvenzverfahren über das Vermögen eines Schuldners wird gemäß § 13 Abs. 1 Satz 1 InsO nur auf Antrag eingeleitet. Als mögliche Schuldner in einem Insolvenzverfahren nennt § 11 InsO natürliche und juristische Personen, zum Beispiel Gesellschaft mit beschränkter Haftung und Aktiengesellschaft, sowie Gesellschaften ohne Rechtspersönlichkeit, zum Beispiel offene Handelsgesellschaft, Kommanditgesellschaft und Gesellschaft bürgerlichen Rechts. Es kann auch die Eröffnung des Insolvenzverfahrens über den Nachlass eines Verstorbenen in Form eines Nachlassinsolvenzverfahrens beantragt werden. Der Antrag ist beim zuständigen Amtsgericht als Insolvenzgericht einzureichen (§ 2, § 3 InsO). Als Insolvenzgerichte kommen diejenigen Amtsgerichte in Betracht, in deren Bezirk ein Landgericht seinen Sitz hat.
Zur Stellung eines Insolvenzantrags berechtigt sind gemäß § 13 Abs. 1 InsO der Schuldner sowie dessen Gläubiger. Bei juristischen Personen und Gesellschaften ohne Rechtspersönlichkeit ist jedes Mitglied des Vertretungsorgans (Geschäftsführer, Vorstand) sowie jeder persönlich haftende Gesellschafter antragsberechtigt. Gemäß § 15a InsO besteht bei juristischen Personen und bei Gesellschaften ohne Rechtspersönlichkeit, bei denen kein Gesellschafter persönlich haftet, etwa einer GmbH & Co. KG, sogar eine Pflicht zur rechtzeitigen Stellung eines Insolvenzantrags. Dies ist darauf zurückzuführen, dass bei solchen Gesellschaften den Gläubigern nur eine beschränkte Haftungsmasse zur Verfügung steht, da kein beteiligter Gesellschafter persönlich haftet. Antragsverpflichtet ist primär jeder Geschäftsführer einzeln. Verstöße gegen die Antragspflicht können zu Schadensersatzverpflichtungen führen sowie strafbar sein. Die Pflicht zur Stellung eines Insolvenzantrags besteht, wenn bei der Gesellschaft die Eröffnungsgründe der Zahlungsunfähigkeit (§ 17 InsO) oder der Überschuldung (§ 19 InsO) vorliegen. Ist dies der Fall, ist der Eröffnungsantrag unverzüglich einzureichen, also ohne schuldhaftes Zögern, spätestens jedoch binnen drei Wochen. Im Falle der Führungslosigkeit der Gesellschaft sind die Gesellschafter gemäß §15a Abs. 3 InsO selbst zur Stellung des Antrages verpflichtet.
Für natürliche Personen, etwa Einzelunternehmer, besteht grundsätzlich keine Antragspflicht. Allerdings können Normen außerhalb der InsO auch für natürliche Personen eine Antragspflicht vorschreiben. Dies ist etwa bei Erben der Fall, die gemäß § 1980 BGB bei Überschuldung oder Zahlungsunfähigkeit des Nachlasses das Nachlassinsolvenzverfahren beantragen müssen. Zur Vermeidung von Nachteilen seitens des Schuldners kann sich aber letztlich eine faktische Pflicht, also eine Obliegenheit, dadurch ergeben, dass Gläubiger gemäß § 290 Abs. 1 Nr. 4 InsO einen Antrag auf Versagung einer Restschuldbefreiung stellen können, wenn sie durch eine verzögerte Antragsstellung oder in sonstiger Weise benachteiligt worden sind.

### Die Insolvenzgründe
Wesentliche Voraussetzung der Eröffnung eines Insolvenzverfahrens ist das Vorliegen eines Insolvenzgrunds. Die InsO sieht drei vor: die Zahlungsunfähigkeit, die drohende Zahlungsunfähigkeit und die Überschuldung.

#### Zahlungsunfähigkeit, § 17 InsO
§ 17 Abs. 2 Satz 1 InsO definiert Zahlungsunfähigkeit als die Unfähigkeit, die eigenen fälligen Verbindlichkeiten zu erfüllen. Eine solche Unfähigkeit liegt vor, wenn die Zahlungspflichten des Schuldners seine verfügbaren oder leicht zu beschaffenden Zahlungsmittel übersteigen. Da das Vorliegen eines Insolvenzgrunds und die hiermit verbundene Gefahr der Stellung eines Insolvenzantrags den betroffenen Schuldner erheblich belasten, wird das Merkmal der Fälligkeit einschränkend ausgelegt: im Ausgangspunkt richtet sich die Fälligkeit zwar nach den Bestimmungen des BGB, allerdings muss die Forderung zusätzlich von ihrem Inhaber ernsthaft eingefordert werden. Dies ist der Fall, wenn der Gläubiger der Forderung zum Ausdruck gebracht hat, die Erfüllung seiner Forderung zu verlangen. Ausgenommen werden hiermit Forderungen, die gestundet werden oder deren Nichterfüllung vorerst stillschweigend geduldet wird. Zwecks Abgrenzung der Zahlungsunfähigkeit von einer nur vorübergehenden Zahlungsstockung muss der Wert der nicht erfüllten Verbindlichkeiten wenigstens 10 % der gesamten Verbindlichkeiten betragen. Zusätzlich muss dieser Liquiditätsmangel für wenigstens drei Wochen bestehen.
Nach § 17 Abs. 2 Satz 2 InsO wird die Zahlungsunfähigkeit des Schuldners widerleglich vermutet, wenn dieser seine Zahlungen eingestellt hat. Eine solche Zahlungseinstellung liegt vor, wenn sich aus dem Verhalten des Schuldners erkennbar das andauernde Unvermögen ergibt, einen wesentlichen Teil seiner fälligen und eingeforderten Schulden zu bezahlen.
Während zu Zeiten der Konkursordnung die Zahlungsunfähigkeit für natürliche Personen keine Bedeutung hatte, ist dies unter Beachtung der Verbraucherinsolvenz nunmehr auch für diesen Personenkreis von Bedeutung. Zudem besteht die Gefahr einer Betrugsstrafbarkeit, wenn eine Person trotz fehlender Zahlungsfähigkeit weiterhin rechtsgeschäftliche Verpflichtungen eingeht.

#### Drohende Zahlungsunfähigkeit, § 18 InsO
Dem Schuldner steht als besonderer Insolvenzgrund die drohende Zahlungsunfähigkeit gemäß § 18 InsO offen. Mit dieser Regelung bezweckte der Gesetzgeber, dem Schuldner einen Anreiz zu geben, möglichst früh den Insolvenzantrag zu stellen, um ein effektives Verfahren zu fördern. Den Gläubigern des Schuldners ist dieser Insolvenzgrund versperrt, um zu verhindern, dass diese ihren Schuldner mit der Androhung eines auf Prognosen gestützten Insolvenzantrags unter Druck setzen. Der Anteil der Anträge, die auf diesen Eröffnungsgrund entfällt, ist mit etwa 1 % äußerst gering.
Ein Antrag wegen drohender Zahlungsunfähigkeit ist gemäß § 18 Abs. 2 InsO begründet, wenn der Schuldner absehen kann, dass seine Zahlungsmittel einschließlich aller Kreditlinien und vergleichbaren Werte nicht ausreichen, um seine Verbindlichkeiten innerhalb eines überschaubaren Zeitraums zu erfüllen. Die Dauer dieses Prognosezeitraums bezeichnet das Gesetz nicht, weswegen in Wissenschaft und Rechtsprechung unterschiedliche Vorschläge gemacht werden. Teilweise werden Zeiträume von höchstens drei bis sechs Monaten, teilweise auch längere Zeiträume für angemessen gehalten. Die aktuelle Rechtsprechung geht davon aus, dass dieser Zeitraum maximal zwölf Monate betragen darf. Die neuere Rechtsprechung des BGH verlangt, dass mit dem Antrag auch entsprechende Nachweise vorgelegt werden müssen.

#### Überschuldung, § 19 InsO
Der in § 19 InsO geregelte Eröffnungsgrund der Überschuldung kommt nur bei juristischen Personen oder bei Personengesellschaften, bei der kein Gesellschafter eine natürliche Person ist, in Betracht. Wie die Pflicht zur Stellung des Insolvenzantrags aus § 15a InsO resultiert dieser zusätzliche Eröffnungsgrund daraus, dass bei den erfassten Gesellschaftsformen den Gläubigern nur eine beschränkte Haftungsmasse zur Verfügung steht.
Nach § 19 Abs. 2 Satz 1 InsO ist der Schuldner überschuldet, wenn sein Vermögen die bestehenden Verbindlichkeiten nicht mehr deckt. Diese rechnerische Überschuldung wird durch das Aufstellen einer Überschuldungsbilanz ermittelt, in der die Passiva und die Aktiva des Schuldners gegenübergestellt werden. Bei der Bewertung letzterer werden die Zerschlagungswerte angesetzt, also der Wert, der sich bei der Veräußerung der Gegenstände des Schuldnervermögens ergäbe. Im Anschluss hieran ist eine Prognose über den Erfolg einer möglichen Fortführung des Unternehmens zu erstellen. Fällt diese Fortführungsprognose positiv aus, ist also davon auszugehen, dass sich das Unternehmen in nächster Zeit stabilisieren wird, liegt der Insolvenzgrund der Überschuldung trotz der rechnerischen Überschuldung nicht vor. Fällt sie dagegen negativ aus, ist der Eröffnungsgrund gegeben.
Bis zum Oktober 2008 war die Fortführungsprognose keine Voraussetzung des Eröffnungsgrunds. Stattdessen ermöglichte sie die Bewertung der Aktiva nicht mit den Liquidations-, sondern mit den Fortführungswerten. Im Rahmen der Finanzmarktkrise hat das Bundeskabinett Mitte Oktober 2008 einige Gesetzesänderungen beschlossen, die durch das Gesetz zur Modernisierung des GmbH-Rechts und zur Bekämpfung von Missbräuchen (MoMiG) zum 1. November in Kraft traten. Darunter befand sich auch eine anfänglich befristete Neufassung des §19 InsO, um zu verhindern, dass zahlreiche Unternehmen, deren Vermögen wegen der Krise an Wert verloren hatte, in Insolvenz fielen, da sie trotz guter Fortführungsperspektiven sowohl unter Zugrundelegung der Liquidations- als auch der Fortführungswerte bilanziell überschuldet waren.

### Antragsprüfung
Das Insolvenzgericht, bei dem bis zur Eröffnung des Insolvenzverfahrens der Insolvenzrichter zuständig ist, prüft den Antrag auf Zulässigkeit und Begründetheit.
Die Zulässigkeit richtet sich nach den allgemeinen Prozessvoraussetzungen. § 4 InsO verweist hinsichtlich der prozessualen Verfahrensvorschriften auf die Zivilprozessordnung (ZPO), die zur Anwendung kommt, soweit die InsO nichts abweichendes bestimmt. Eine Besonderheit der InsO regelt § 5: Hier hat der Gesetzgeber festgelegt, dass das Insolvenzgericht bei Vorliegen eines Antrags auf Eröffnung eines Insolvenzverfahrens, der nicht als offensichtlich unbegründet zurückzuweisen ist, von Amts wegen zu ermitteln hat, ob Insolvenzgründe vorliegen. Anders als in einem herkömmlichen Zivilprozess, in dem das zuständige Gericht grundsätzlich an den Tatsachenvortrag und die Beweisangebote der Parteien gebunden ist (sog. Beibringungsgrundsatz) besteht also im Insolvenzverfahren eine Amtsermittlungspflicht. Das Insolvenzgericht ermittelt daher selbst bzw. ggf. unter Einschaltung eines Sachverständigen (Gutachters) die nötigen Tatsachen. Trotz der bestehenden Amtsermittlungspflicht gilt im Antragsverfahren, also in der Phase zwischen Insolvenzantrag und Entscheidung über den Insolvenzantrag, die Dispositionsmaxime, so dass der Insolvenzantrag bis zu einer Entscheidung vom Antragsteller zurückgenommen werden kann (§§ 4 InsO, 269 ZPO).
Im Rahmen der Antragsprüfung werden vom Gericht insbesondere folgende Voraussetzungen geprüft:
- die Insolvenzfähigkeit des Schuldners (§11 InsO),
- die Antragsberechtigung, wobei zur Antragstellung sowohl der Schuldner, als auch jeder Gläubiger berechtigt ist (§ 13 Abs. 1 Satz 2 InsO), sowie
- bei einem Antrag eines Gläubigers die Glaubhaftmachung von dessen Forderung und des vorgebrachten Eröffnungsgrunds (§ 14 InsO).

Ist der Antrag zulässig, muss der Schuldner gemäß § 14 Abs. 2 InsO vom Insolvenzgericht gehört werden.
Begründet ist der Antrag, wenn
- ein für die Rechtsform des Schuldners maßgeblicher Eröffnungsgrund vorliegt und
- die Insolvenzmasse die Verfahrenskosten deckt (§ 26 InsO).

Allgemeiner Eröffnungsgrund ist hierbei die Zahlungsunfähigkeit (§17 InsO) und – wenn der Antrag vom Schuldner gestellt wird – die drohende Zahlungsunfähigkeit (§18 InsO). Die Überschuldung (§19 InsO) ist darüber hinaus in denjenigen Fällen Insolvenzgrund, in denen Schuldner eine juristische Person ist; außerdem greift die Überschuldung bei Personengesellschaften, zu deren persönlich haftenden Gesellschaftern keine natürliche Person gehört (§ 19 Abs. 3 InsO). Liegt kein Eröffnungsgrund vor, so weist das Insolvenzgericht den Insolvenzantrag als unbegründet zurück.
Insolvenzmasse ist das gesamte Vermögen, das dem Schuldner zur Zeit der Eröffnung gehört und das er während des Verfahrens erlangt (§ 35 InsO). Deckt die Masse die Verfahrenskosten nicht, kann eine natürliche Person die Kostenstundung (§ 4a InsO) beantragen. Wird diese bewilligt, so werden die Kosten des Verfahrens durch die Staatskasse übernommen und das Verfahren eröffnet. Ebenfalls denkbar ist die Leistung eines Verfahrenskostenvorschusses. Andernfalls wird der Eröffnungsantrag mangels Masse abgewiesen.

#### Gutachter
Soweit das Insolvenzgericht nicht in der Lage ist, anhand eigener Erkenntnisse über einen vorliegenden Antrag auf Eröffnung eines Insolvenzverfahrens zu entscheiden, wird es einen Gutachter bzw. Sachverständigen mit der Prüfung beauftragen, ob die Voraussetzungen für eine Eröffnung eines Insolvenzverfahrens – insbesondere ein Insolvenzgrund und eine zur Deckung der Verfahrenskosten ausreichende Insolvenzmasse – vorliegen. Der vom Insolvenzgericht bestellte Gutachter gehört regelmäßig zu den vom jeweiligen Insolvenzgericht bestellten Insolvenzverwaltern, da der Gutachter – im Fall einer Eröffnung des Verfahrens – in aller Regel zum Insolvenzverwalter bestellt wird.
Zumeist wird der Gutachter auch beauftragt bzw. wird von ihm erwartet, dass er vorab prüft, ob Sicherungsmaßnahmen erforderlich sind, z. B. die Bestellung eines vorläufigen Insolvenzverwalters. Dieser Teil des Auftrags sollte innerhalb kurzer Frist erledigt sein. An dieser Stelle des Verfahrens kommt es darauf an, sehr schnell festzustellen, ob und welche Sicherungsmaßnahmen erforderlich sind, um die künftige Insolvenzmasse vor Verlusten durch Verfügungen des Schuldners zu schützen.
Inhalte des sog. Insolvenzgutachtens sind regelmäßig eine überblickmäßige Darstellung der bisherigen Entwicklung des Unternehmens des Schuldners sowie der Krisenursachen, eine Darstellung von Vermögenswerten und Schulden unter Berücksichtigung bestehender Drittrechte und – hierauf aufsetzend – die Prüfung der für die Rechtsform des jeweiligen Schuldners maßgebenden Insolvenzgründe. Neben der Prüfung der Insolvenzgründe beantwortet das Insolvenzgutachten regelmäßig auch die Frage, ob die Kosten des Insolvenzverfahrens gedeckt sind. Sind diese Kosten gedeckt, muss das Gericht das Verfahren eröffnen.

#### Mitteilung an die Staatsanwaltschaft
Aufgrund der Anordnung über Mitteilungen in Zivilsachen (MiZi) teilt das Insolvenzgericht der örtlich zuständigen Staatsanwaltschaft die Entscheidung über die Eröffnung des Insolvenzverfahrens mit. Es liegt nun im Ermessen der Staatsanwaltschaft, die Insolvenzakten anzufordern und zu prüfen, ob sich aus ihnen ein Anfangsverdacht auf Straftaten, insbesondere im Hinblick auf Insolvenzdelikte oder Verletzung der Buchführungs- und Bilanzierungspflichten, aber auch Betrug oder Untreue ergibt. Enthalten die Akten Hinweise hierauf, muss die Staatsanwaltschaft ermitteln.
Häufigstes Problem ist die rechtzeitige und vollständige Abführung der Beiträge zur Sozialversicherung (§ 266a StGB) für den oder die Mitarbeiter (auch den Geschäftsführer). Mit der Änderung des § 266a StGB zum 1. August 2004 werden neben den Arbeitnehmeranteilen nunmehr unter bestimmten Voraussetzungen auch die Arbeitgeberanteile erfasst. Bis zum 31. Juli 2004 war nach § 266a StGB a. F. nur das Nichtabführen der Arbeitnehmeranteile strafbar. Während der 5. Strafsenat des BGH die Strafbarkeit nach § 266a StGB in Verbindung mit § 64 Abs. 2 GmbHG bejaht, wenn Sozialversicherungsbeiträge nicht vorrangig abgeführt werden, entschied sich der 2. Zivilsenat des BGH dagegen. Ihm zufolge kommt den Sozialversicherungsträgern keine vorrangige Stellung gegenüber anderen Gläubigern zu. Im Falle von dennoch geleisteten Zahlungen, sind diese gemäß §§ 129 ff. InsO anfechtbar und der Geschäftsführer aufgrund der Verletzung gemäß § 64 Abs. 2 GmbHG schadenersatzpflichtig.
Ein großes Haftungsfeld bei Insolvenzen ist die rechtzeitige und gesetzeskonforme Erstellung der Handelsbilanzen (vgl. §§ 140, 141 AO). Für die straf- wie zivilrechtliche Prüfung auf Überschuldung ist weder die Handels- noch die Steuerbilanz ausreichend. Vielmehr ist immer ein gesonderter Überschuldungsstatus nötig. Hat ein Unternehmen Bankkredite, dann sind die Handelsbilanzen auch auf Kreditbetrug zu prüfen. Zu einem Kreditantrag gehört gemäß § 18 KWG die Handelsbilanz, nicht die weniger aussagekräftige Steuerbilanz.
Bei Prüfung auf Steuerhinterziehung ist besonders die Umsatzsteuer brisant. Grundsätzlich kommt es nicht auf die Zahlung, sondern auf die rechtzeitige Abgabe der Steuererklärung an. Bei der monatlichen Umsatzsteueranmeldung ist die Steuerverkürzung bereits dann verwirklicht, wenn die Anmeldung nicht spätestens am 10. des Folgemonats abgegeben ist. Die allgemein vermutete Fristverlängerung bis zum 15. hat nur dann befreiende Wirkung, wenn mit der Erklärung auch gezahlt wird. Hier greift die Fiktion der Selbstanzeige.

### Sicherungsmaßnahmen, §§ 21–25 InsO
In der Zeit bis zur Entscheidung über den Eröffnungsantrag hat das Insolvenzgericht die Pflicht, Maßnahmen zur Sicherung des Schuldnervermögens zu treffen, damit sich dieses in der Schwebezeit nicht weiter verringert und der Geschäftsbetrieb vorerst weiter aufrechterhalten werden kann (§ 21 InsO). Als eine solche Maßnahme kommt die Bestellung eines vorläufigen Insolvenzverwalters in Betracht. Ferner können dem Schuldner ein Verfügungsverbot auferlegt werden und Zwangsvollstreckungen gegen den Schuldner untersagt oder einstweilig eingestellt werden. Werden ein vorläufiger Insolvenzverwalter eingesetzt und dem Schuldner zugleich ein allgemeines Verfügungsverbot auferlegt, spricht man vom starken, ansonsten vom schwachen vorläufigen Insolvenzverwalter.
Der starke vorläufige Verwalter übernimmt gemäß § 22 Abs. 1 InsO die Befugnisse des Schuldners vollständig und hat daher weitgehende Kompetenzen und Aufgaben, insbesondere die Sicherung der Masse, die Weiterführung des Unternehmens, die Organisation von Lohnzahlungen sowie die Prüfung, ob die Masse die Verfahrenskosten deckt. Die Pflichten des schwachen vorläufigen Insolvenzverwalters werden vom Gericht gemäß § 22 Abs. 2 InsO fallabhängig festgelegt. Das Gesetz gibt lediglich vor, dass seine Kompetenzen nicht die des starken vorläufigen Insolvenzverwalters überschreiten dürfen. Das Gericht kann über die definierten Befugnisse hinaus bestimmte oder sämtliche Verfügungen des Schuldners von der Zustimmung des schwachen Verwalters abhängig machen (§21 Abs. 2 Satz 1 Nr. 2 InsO). Das Einsetzen eines Verwalters dieser Art ist die Regel, da der starke vorläufige Verwalter sogenannte Masseverbindlichkeiten begründet, was für die Insolvenzmasse nachteilig sein kann und ein höheres Haftungsrisiko für den Verwalter bedeutet.
Trifft das Gericht eine Sicherungsmaßnahme, macht es diese gemäß § 23 InsO bekannt.

## Ablauf des Insolvenzverfahrens

### Eröffnungsbeschluss
Liegen die Eröffnungsvoraussetzungen vor, beschließt das Gericht die Eröffnung des Insolvenzverfahrens und macht den Beschluss gemäß § 30 Abs. 1 InsO sofort bekannt. Im Eröffnungsbeschluss werden Schuldner und Insolvenzverwalter benannt. In der Regel nimmt der vorläufige Insolvenzverwalter die Stellung des endgültigen Insolvenzverwalters ein.
Die Gläubiger werden mit dem Beschluss zur Geltendmachung ihrer Forderungen und Sicherungsrechte innerhalb einer vorgegebenen Frist aufgefordert (§ 28 InsO). Weiterhin werden der Berichtstermin und der Prüfungstermin festgelegt.
Nach dem Erlass des Eröffnungsbeschlusses übernimmt der Rechtspfleger die Bearbeitung des gerichtlichen Verfahrens vom Insolvenzrichter, soweit dieser sich nicht ausnahmsweise die Zuständigkeit ganz oder teilweise selbst vorbehält.

### Allgemeine Wirkungen der Verfahrenseröffnung, §§ 80–102 InsO
Zwar bleibt der Schuldner Eigentümer der ihm gehörenden Vermögensgegenstände, mit Eröffnung des Insolvenzverfahrens geht allerdings zum Schutz der Insolvenzmasse nach § 80 Abs. 1 InsO die Verwaltungs- und Verfügungsbefugnis über die Insolvenzmasse auf den Insolvenzverwalter über. Dieser ist nach § 148 Abs. 1 InsO verpflichtet, das zur Masse gehörende Vermögen unverzüglich in Besitz zu nehmen. Ebenfalls kann der Schuldner keine Prozesse mit Wirkung für die Insolvenzmasse führen, auch dies ist dem Verwalter vorbehalten.
Nach § 81 Abs. 1 Satz 1 InsO sind Verfügungen unwirksam, die der Schuldner nach Verfahrenseröffnung über Massegegenstände vornimmt. Der Begriff der Verfügung geht in § 81 InsO weiter als im BGB, der nur Rechtsänderungen erfasst. Zwecks effektiven Masseschutzes erfasst die Norm jede Rechtshandlung des Schuldners zulasten der Masse, etwa auch Rücktritte, Anfechtungen, Fristsetzungen oder Prozesshandlungen. Damit bleibt es dem Schuldner möglich, sich selbst zu verpflichten, hierfür haftet sein Vermögen jedoch lediglich, soweit es nicht zur Masse zählt, was etwa auf sein unpfändbares Vermögen zutrifft. Maßgeblicher Beurteilungszeitpunkt ist Vornahme der Verfügungshandlung. Daher erfasst § 81 InsO beispielsweise nicht die Vorausabtretung einer Forderung, die nach Verfahrenseröffnung entsteht, da die Verfügungshandlung der Abtretung vor Eröffnung vorgenommen wurde. Unberührt lässt die Regelung des § 81 InsO aus Verkehrsschutzerwägungen den gutgläubigen Erwerb von Grundstücken. Um einen solchen zu verhindern, muss der Insolvenzverwalter möglichst rasch nach Verfahrenseröffnung ins Grundbuch einen Insolvenzvermerk nach § 32 InsO eintragen lassen. Zusätzlich verweist § 81 InsO auf die vergleichbaren Gutglaubensbestimmungen für den Erwerb von Schiffen, Schiffsbauwerken und Luftfahrzeugen. Ausgeschlossen ist hingegen ein gutgläubiger Erwerb von beweglichen Massegegenständen, es sei denn, der Insolvenzverwalter genehmigt diesen. Muss jemand, der auf die Wirksamkeit seines Erwerbs vom Schuldner vertraut hat, die Sache herausgeben, hat er nach § 81 Abs. 1 Satz 3 InsO einen Anspruch gegen den Insolvenzverwalter auf Herausgabe seiner Gegenleistung, soweit sie die Masse bereichert.
An die Regelung des § 81 InsO schließt sich § 91 InsO an, der den Rechtserwerb an Massegegenständen in sonstiger Weise, also nicht durch eine Verfügung des Schuldners, untersagt. Diese Regelung stellt einen Auffangtatbestand dar, der einen umfassenden Schutz der Insolvenzmasse vor Handlungen des Schuldners gewährleisten soll. Er erfasst beispielsweise den Erwerb einer vor Verfahrenseröffnung sicherungshalber abgetretenen Forderung, die nach Verfahrenseröffnung entsteht. Auch § 91 InsO schützt in beschränktem Umfang den guten Glauben des Erwerbers. Anders als der Verweis des § 81 InsO erfasst § 91 InsO zusätzlich zu dessen Bestimmungen auch § 878 BGB. Diese Norm erklärt nachträgliche Verfügungsbeschränkungen, wie der schuldnerische Verlust der Verfügungsbefugnis nach § 80 InsO für unbeachtlich, wenn die Rechtsänderung durch Eintragung ins Grundbuch noch nicht erfolgt ist, jedoch ansonsten alle Voraussetzungen des Erwerbs vorliegen. Der hinter § 878 BGB stehende Gedanke ist, dass sich etwaige Verzögerungen des Grundbuchamts nicht zulasten des Erwerbers auswirken sollen. Durch den Verweis in § 91 InsO ist ein gutgläubiger Erwerb eines Liegenschaftsrechts möglich, wenn der Schuldner nach Abgabe aller notwendigen Erklärungen seine Verfügungsbefugnis durch die Verfahrenseröffnung verliert.
Unzulässig sind ab Verfahrenseröffnung nach § 89 Abs. 1 InsO darüber hinaus Einzelzwangsvollstreckungen in die Insolvenzmasse und in das sonstige Vermögen, da andernfalls die Gefahr eines Gläubigerwettlaufs bestünde, der die Masse schädigte und dem Prinzip der Gläubigergleichbehandlung zuwiderliefe. Darüber hinaus greift die sogenannte Rückschlagsperre des § 88 InsO, was dazu führt, dass Sicherungen, die im letzten Monat vor Antragstellung durch Zwangsvollstreckung erlangt wurden, rückwirkend unwirksam werden. Auch dies soll sicherstellen, das die Insolvenzmasse zur gemeinschaftlichen Befriedigung der Gläubiger verwendet wird.
Da die Befugnis zur Verwaltung der Insolvenzmasse auf den Insolvenzverwalter übergeht, können Personen, gegen die der Schuldner einen Anspruch hat, gemäß § 82 InsO nur mit befreiender Wirkung an den Schuldner leisten, wenn sie von der Verfahrenseröffnung keine Kenntnis hatten. Laufende Prozesse des Schuldners werden gemäß § 240 ZPO unterbrochen und können vom Verwalter oder der anderen Seite unter bestimmten Voraussetzungen (§ 85 und § 86 InsO) aufgenommen werden.
Die Eröffnung des Insolvenzverfahrens führt zur Auflösung der Gesellschaft (für die BGB-Gesellschaft § 728 Abs. 1 BGB, für die OHG § 131 Abs. 1 Nr. 3 HGB, für die KG § 131 Abs. 1 Nr. 3 HGB, § 161 Abs. 2 HGB, für die GmbH § 60 Abs. 4 Nr. 4 GmbHG und für die AG § 262 Abs. 1 Nr. 3 AktG). Das bedeutet jedoch nicht, dass die Gesellschaft damit beendet wird. Die Beendigung tritt nur im Ausnahmefall ein, dass kein Gesellschaftsvermögen vorhanden ist. Im Regelfall ändert sich durch die Auflösung vielmehr der Gesellschaftszweck: Aus einer sog. werbenden (d. h. einer auf die Erzielung von Gewinn gerichteten) Gesellschaft wird eine Gesellschaft, deren ausschließlicher Zweck die Verwertung des Gesellschaftsvermögens ist.

### Berichtstermin
Der Insolvenzverwalter erstellt Verzeichnisse der Massegegenstände und der Gläubiger sowie eine Übersicht über das Vermögen des Schuldners, die jeweils spätestens eine Woche vor dem Berichtstermin ausgelegt werden (§§ 151 ff. InsO). Im Berichtstermin berichtet er der Gläubigerversammlung über die wirtschaftliche Lage des Schuldners und erläutert die Möglichkeit eines Unternehmenserhalts und eines Insolvenzplans (§ 156 InsO).
Die Gläubigerversammlung entscheidet auf Grundlage des Berichtes über den Fortgang des Insolvenzverfahrens (§ 29 Abs. 1 Satz 1 InsO), insbesondere über Stilllegung oder Fortführung des Schuldnerunternehmens (§ 157 InsO). Sie setzt sich aus den Gläubigern, dem Schuldner, dem Verwalter und dem evtl. vorher durch das Insolvenzgericht eingesetzten Gläubigerausschuss zusammen (§ 74 InsO). Die Gläubigerversammlung wird durch den Rechtspfleger geleitet.

### Prüfungstermin
Der Insolvenzverwalter nimmt die Forderungsanmeldungen der Gläubiger entgegen (§ 174 InsO). Dabei unterzieht der Insolvenzverwalter jede Forderungsanmeldung einer formalen Prüfung. Er prüft, ob die Anmeldung ordnungsgemäß ist, d. h. ob Grund, Betrag und die Rechtsbehauptung, dass es sich um eine Insolvenzforderung handelt, in der Anmeldung angegeben sind. Für den Fall eines formalen Mangels (bspw.: es ist kein Betrag angegeben) weist der Insolvenzverwalter die Anmeldung zurück, anderenfalls trägt er die Anmeldung in die Forderungstabelle ein. Bevor die Tabelle allen Beteiligten zur Einsicht offensteht (§ 175 InsO), prüft das Insolvenzgericht erneut die Zulässigkeit der einzelnen Anmeldungen anhand der vorgenannten Kriterien.
Im Prüfungstermin werden im Rahmen einer Gläubigerversammlung die angemeldeten Forderungen nach Betrag und Rang geprüft (§29 Abs. 1 Satz 2 und § 176 InsO). Wenn weder der Verwalter noch ein Insolvenzgläubiger einer Forderung widersprechen, gilt sie als festgestellt und wird in die Tabelle mit Rang und Betrag eingetragen (§ 178 InsO). Im Falle eines Widerspruchs ist zwischen einer titulierten und nicht titulierten Forderung zu unterscheiden. Im Fall einer titulierten Forderung, d. h. es lag bereits vor Insolvenzeröffnung für diese Forderung ein vollstreckbarer Schuldtitel vor, obliegt es dem Bestreitenden, den Widerspruch zu verfolgen. Im Fall einer nicht titulierten Forderung kann der betroffene Gläubiger Klage auf Feststellung erheben (§§ 179 ff. InsO).
Die tatsächliche Forderungsprüfung erfolgt nicht erst im Prüfungstermin, sondern wurde vom Verwalter bereits in der Zeit davor, also ab dem Eingang der Forderungsanmeldung (diese muss auf einen Zeitpunkt nach der Eröffnung datiert sein) bis zum tatsächlichen Prüfungstermin durchgeführt. Der Prüfungstermin ist entsprechend ein Gerichtstermin, zu dem strittige Sachen noch erörtert werden können (sofern dies von anwesenden Gläubigern vorgetragen wird), ansonsten werden zu diesem Termin die bereits vorgefertigten Prüfungen nur gerichtlich offiziell bestätigt. Bei umfangreichen Verfahren oder sehr vielen Gläubigern kann es mehrere, sog. fortgesetzte Prüfungstermine geben. In der gerichtlichen Praxis erscheinen Gläubiger so gut wie nie zum Prüfungstermin, da bereits sämtliche Details im Vorfeld geklärt wurden. Der Prüfungstermin ist somit zumeist ein formeller juristischer Vorgang, der innerhalb weniger Minuten beendet wird.

### Abwicklung schwebender Geschäfte, §§ 103–128 InsO
Bei Verfahrenseröffnung steht der Schuldner typischerweise in vertraglichen Beziehungen zu anderen Personen. Hat der Gläubiger des Schuldners im Rahmen eines gegenseitigen Vertrags, etwa ein Kauf-, Miet- oder Werkvertrag, seine Leistung bereits vollständig erbracht, ist sein Anspruch auf die Gegenleistung eine Insolvenzforderung. Hat der Schuldner vollständig vorgeleistet, kann der Insolvenzverwalter vom Gläubiger dieser Leistung die Gegenleistung verlangen.
Auf Verträge, bei denen noch keine Partei vollständig erfüllt hat, findet § 103 InsO Anwendung. Dieser enthält die Regelung, dass der Verwalter über die Zukunft dieser Verträge entscheidet: Wählt er die Erfüllung des Vertrags, muss der Gläubiger seine Leistung erbringen und darf vom Schuldner die Gegenleistung verlangen. Dieser Anspruch auf die Gegenleistung besitzt gemäß § 55 Abs. 1 Nr. 2 InsO die Qualität einer Masseforderung. Wählt er die Ablehnung des Vertrags, kann der Gläubiger von ihm nicht die Erfüllung verlangen, sondern nur eine Forderung wegen Nichterfüllung, etwa gerichtet auf entgangenen Gewinn, als Insolvenzforderung anmelden.
Äußerst umstritten war über einen langen Zeitraum, wie sich die Insolvenzeröffnung auf schwebende Verträge auswirkt: Früher nahm die Rechtsprechung an, dass die wechselseitigen Erfüllungsansprüche aus Verträgen erlöschen und durch die Erfüllungswahl des Verwalters neu entstehen (Erlöschenstheorie). Hierdurch gingen beispielsweise Forderungsabtretungen vor Verfahrenseröffnung, etwa im Wege einer Sicherungsglobalzession des Schuldners, ins Leere. Kritik erfuhr diese Auffassung seitens der Rechtswissenschaft dafür, dass sie nur schwer mit dem Gesetz vereinbar war: So sieht beispielsweise § 201 InsO vor, dass die Forderungen nach Verfahrensbeendigung wieder gegen den Schuldner durchgesetzt werden können. Dies setzt voraus, dass die Forderungen im Verfahren nicht erlöschen, sondern nur in ihrer Durchsetzbarkeit gehemmt werden. Daher nahm die Rechtsprechung von der Erlöschenstheorie Abstand und vertritt nunmehr, dass die Ansprüche aus Verträgen des Schuldners nicht erlöschen, jedoch mit Verfahrenseröffnung in ihrer Durchsetzbarkeit gehemmt werden. Entscheidet sich der Verwalter für die Erfüllungswahl, werden die Ansprüche wieder durchsetzbar. Hierbei erhalten sie die Qualität originärer Masseforderungen und -verbindlichkeiten (Qualitätssprungtheorie). Diese als Qualitätssprung bezeichnete Folge bewirkt im Ergebnis ähnlich wie die frühere Erlöschenstheorie, dass Gegenrechte eine Einschränkung der Gegenrechte des einzelnen Gläubigers, was der Insolvenzmasse zugutekommt.
Für bestimmte Vertragstypen und Situationen enthalten die auf § 103 InsO folgenden Normen Sonderbestimmungen, die das Wahlrecht des Insolvenzverwalters beschränken: Nach § 106 InsO kann der Verwalter die Pflicht zur Erfüllung eines Anspruchs auf Einräumung oder Übertragung eines Rechts an einem Grundstück nicht ablehnen, wenn zugunsten des Erwerbers eine Vormerkung eingetragen wurde. § 107 Abs. 1 InsO enthält eine ähnliche Bestimmung für den Erwerb einer Sache unter Eigentumsvorbehalt. Weitere Regelungen betreffen Dauerschuldverhältnisse, etwa Miet- und Pachtverträge sowie Arbeitsverträge. Insbesondere letztere werden in besonderer Weise geschützt, beispielsweise durch Insolvenz- und Arbeitslosengeld sowie durch die Beteiligung des Betriebsrats im Falle betrieblicher Änderungen.
Arbeitsrechtliche Kündigungsfristen werden auf drei Monate reduziert, kürzere Fristen gelten weiter.

### Insolvenzanfechtung, §§ 129–147 InsO
Nach der Eröffnung des Insolvenzverfahrens ist der Zugriff der Gläubigergesamtheit auf die Insolvenzmasse gesichert, da die Verfügungsgewalt über das Vermögen des Insolvenzschuldners auf den Insolvenzverwalter übergeht und die Einzelzwangsvollstreckung untersagt ist. Die Insolvenzanfechtung hat den Zeitraum vor Verfahrenseröffnung im Blick: Da sich die wirtschaftliche Krise des späteren Insolvenzschuldners regelmäßig schon vor Verfahrenseröffnung abzeichnet, wird oftmals sowohl von Gläubigerseite, als auch von Schuldnerseite versucht, einzelne Gegenstände des Schuldnervermögens dem Zugriff der späteren Gläubigergesamtheit zu entziehen. Um solche Vermögensverschiebungen und die damit einhergehende Besserstellung einzelner Gläubiger rückgängig machen zu können, hat der Gesetzgeber die Möglichkeit der Anfechtung solcher Handlungen geschaffen. Eine ähnliche Zielsetzung verfolgt das Anfechtungsgesetz für die Einzelzwangsvollstreckung. Die praktische Bedeutung der Insolvenzanfechtung ist auch aufgrund der sie begünstigenden Rechtsprechung des Bundesgerichtshofs außerordentlich groß.
Nach § 129 InsO kann eine vor Verfahrenseröffnung vorgenommene Rechtshandlung des Schuldners angefochten werden, wenn sie zur Benachteiligung der Insolvenzgläubiger führte. Eine solche Benachteiligung liegt vor, wenn die Handlung zur Verringerung der zur Befriedigung der Gläubigergesamtheit zur Verfügung stehenden Masse führt (Verringerung der Aktivmasse) oder diese mit Forderungen belastet (Erhöhung der Passivmasse). Ferner muss ein Anfechtungsgrund vorliegen, etwa die vorsätzliche Gläubigerbenachteiligung (§ 133 InsO) oder die unentgeltliche Leistung (§ 134 InsO).
Liegen die Voraussetzungen einer Anfechtung vor, kann der Insolvenzverwalter nach § 143 Abs. 1 Satz 1 InsO vom Anfechtungsgegner die Herausgabe des erlangten Vorteils verlangen. Allerdings soll die Anfechtung die Insolvenzmasse nicht bevorzugen, weshalb die Forderung, die durch die anfechtbare Erfüllungshandlung befriedigt werden sollte, gemäß § 144 Abs. 1 InsO in Höhe des Zurückgewährten als Insolvenzforderung wieder auflebt.

### Massebereinigung
Oftmals nimmt der Insolvenzverwalter Gegenstände in Besitz, die sich zwar in der Sphäre des Schuldners befinden, jedoch einem Dritten gehören. Dies ist etwa bei einem gemieteten Betriebsgrundstück oder bei Gegenständen, die unter Eigentumsvorbehalt geliefert wurden, der Fall. Da diese Gegenstände nicht zur Insolvenzmasse gehören, muss sie der Verwalter an die Berechtigten im Wege der Aussonderung herausgeben. Hierbei handelt es sich allerdings nicht um ein spezifisch insolvenzrechtliches Verfahren, vielmehr bleiben die auszusondernden Sachen vom Verfahren unberührt und können nach allgemeinen Vorschriften herausverlangt werden, etwa über den dinglichen Herausgabeanspruch des Eigentümers aus § 985 BGB.
Zur Massemehrung zieht der Insolvenzverwalter Forderungen des Schuldners kraft seiner Verwaltungsbefugnis ein. Da jene meist, insbesondere in Reklamationsfällen, strittig und in ihrem Recht kaum ohne Aufwand zu prüfen sind, wird – oft mit pauschaler Klageandrohung – ein außergerichtlicher, gütlicher Vergleich angestrebt. Dieser beschleunigt zu aller Nutzen die Abwicklung. Sonst bleibt nur pragmatisches Abschreiben zweifelhafter Forderungen, dem aber Schadensersatz beim Verjährenlassen gegenüberstehen kann – in der Praxis oft ein ungelöstes Dilemma. Vermögensgegenstände, die unverwertbar sind oder deren Verwertung die Insolvenzmasse sogar belasten würde (zum Beispiel durch Ausbaukosten), kann der Insolvenzverwalter durch Freigabe von der Masse abtrennen und dem Schuldner wieder zur Verfügung überlassen.

### Verwertung, §§ 156–173 InsO
Nach dem Berichtstermin setzt ohne gegenteiligen Beschluss der Gläubigerversammlung die Verwertung der Masse ein (§ 159 InsO). Der Verwalter kann Wirtschaftsgüter ohne Zustimmung der Gläubigerversammlung einzeln freihändig verkaufen oder – bspw. durch Verwertungsgesellschaften – versteigern lassen (siehe: Industrieversteigerung). Plant der Verwalter hingegen eine Veräußerung des Unternehmens oder eines Betriebes, so hat er gemäß § 160 InsO die Zustimmung des Gläubigerausschusses oder, falls dieser nicht bestellt ist, der Gläubigerversammlung einzuholen. Die Veräußerung hat zur Folge, dass das Unternehmen nicht mehr zur Insolvenzmasse zählt, dafür aber der Verkaufserlös die Masse erhöht.
Besonderheiten gelten hinsichtlich der Verwertung von Gegenständen, die mit Absonderungsrechten behaftet sind. Anders als Aussonderungsrechte bestehen Absonderungsrechte an Gegenständen, die zur Insolvenzmasse gehören. Das Absonderungsrecht gibt seinem Inhaber jedoch das Recht, sich bevorzugt vor den anderen Gläubigern zu befriedigen. Beispiele für Absonderungsrechte sind Pfandrechte (§ 50 InsO) und Sicherungseigentum (§ 51 Nr. 1 InsO). Handelt es sich bei der belasteten Sache um eine unbewegliche, verwerten Gläubiger oder Verwalter sie nach § 165 InsO durch Zwangsversteigerung oder -Verwaltung. Als unbeweglich gelten Grundstücke und deren Zubehör. Bewegliche Sachen verwertet der Verwalter nach § 166 InsO, falls er Besitz an ihnen hat, andernfalls darf der Absonderungsberechtigte nach § 173 InsO selbst verwerten. Diese Unterscheidung dient dazu, die Veräußerung des Unternehmens als eine ökonomische Einheit, die regelmäßig günstiger als ein Einzelgegenstand verwerten lässt, zu erleichtern. Kommt es zu einer Verwertung, wird aus dem Verkaufserlös unter Abzug der Kosten für Feststellung und Verwertung zunächst der Absonderungsberechtigte befriedigt, im Anschluss fließt der Überschuss in die Masse.
Die Verwertung der Masse kann also auf drei verschiedenen Wegen betrieben werden: Bei einer Liquidation wird das gesamte Schuldnervermögen im Rahmen von Zwangsversteigerungen oder freihändigen Verkäufen verwertet. Aus dem hierbei erzielten Erlös werden die Gläubiger befriedigt. Die Sanierung dient hingegen dem Erhalt des schuldnerischen Betriebs: Sie zielt darauf, den Betrieb wieder leistungsfähig zu machen, um mit den erwirtschafteten Gewinnen die Gläubiger zu befriedigen. Eine solche Sanierung kann durch eine Umstrukturierung des insolventen Unternehmens erfolgen. Es kann jedoch auch zu einer übertragenen Sanierung kommen, die in der Praxis häufiger praktiziert wird. Hierbei werden die Bestandteile des schuldnerischen Unternehmens auf einen anderen Rechtsträger im Wege eines Asset Deals übertragen, während der bisherige insolvente Rechtsträger liquidiert wird. Der Vorteil für den Erwerber ist hierbei, dass er die Aktiva des Schuldners erhält, während die Passiva beim zu liquidierenden Schuldner verbleiben. Zur Gläubigerbefriedigung wird der bei dieser Veräußerung anfallende Erlös genutzt.

### Verteilung der Insolvenzmasse, §§ 187–206 InsO
Ist die Masse in Geld umgesetzt, so kommt es zunächst zur Berichtigung der Masseverbindlichkeiten. Dies erfasst die Kosten des Insolvenzverfahrens (§ 53 InsO), also die Vergütungen des vorläufigen und des endgültigen Verwalters sowie die Gerichtskosten (§ 54 InsO). Im nächsten Schritt werden die sonstigen Massegläubiger befriedigt. Hierbei handelt es sich um Gläubiger, die während des Verfahrens eine Forderung gegen die Masse erwarben, etwa Lieferanten, die das insolvente Unternehmen zwecks Fortsetzung der eigenen Produktion weiter beliefern sollten (§ 55 InsO).
Aus der verbleibenden Teilungsmasse werden schließlich die Insolvenzgläubiger als diejenigen befriedigt, deren Anspruch bereits bei Verfahrenseröffnung bestand (§ 38 InsO). Dieser Prozess beginnt frühestens nach dem Prüfungstermin und kann in Abschlägen erfolgen, sofern genug Masse hierfür vorhanden ist (§ 187 InsO). Voraussetzung für solche Abschlagsverteilungen ist die Zustimmung des Gläubigerausschusses, sofern ein solcher vorhanden ist. Dieser übernimmt nach § 195 InsO die Aufgabe der Festlegung der Quote. Wird ein zur Insolvenzmasse gehörendes und mit einem Absonderungsrecht belastetes Grundstück nach Insolvenzeröffnung auf Betreiben eines Grundpfandgläubigers ohne Zutun des Insolvenzverwalters versteigert und durch die Zwangsversteigerung ein steuerpflichtiger Veräußerungsgewinn ausgelöst, ist die auf den Gewinn entfallende Einkommensteuer eine „in anderer Weise“ durch die Verwaltung, Verwertung und Verteilung der Insolvenzmasse begründete Masseverbindlichkeit im Sinne von § 55 Abs. 1 Nr. 1 der Insolvenzordnung. Dies gilt auch dann, wenn das Grundstück bereits vor der Eröffnung des Insolvenzverfahrens zwangsvollstreckungsrechtlich beschlagnahmt war. Beim Prüfungstermin erstellt der Verwalter ein Verzeichnis der Forderungen, die bei der Verteilung zu berücksichtigen sind, die Insolvenztabelle (§ 188 InsO). Nachdem die Verwertung der Masse beendet ist, erfolgt gemäß § 196 InsO mit Zustimmung des Insolvenzgerichts die Schlussverteilung. Über nicht verwertbare Gegenstände wird nach § 197 InsO in einer abschließenden Gläubigerversammlung entschieden.

### Abschluss des Insolvenzverfahrens, §§ 207–216 InsO
Nach Vollzug der Schlussverteilung beschließt das Gericht die Aufhebung des Insolvenzverfahrens (§ 200 InsO). Nach Aufhebung des Verfahrens können die Gläubiger grundsätzlich ihre restlichen Forderungen, die im Insolvenzverfahren nicht befriedigt wurden, grundsätzlich wieder unbeschränkt gegen den Schuldner geltend machen, zum Beispiel im Wege der Einzelzwangsvollstreckung. Die Vollstreckung erfolgt dann mit einem vollstreckbaren Auszug aus der Insolvenztabelle, der in der Zwangsvollstreckung Urteilskraft hat (§ 201 InsO).
Eine Zwangsvollstreckung kann aber nach Aufhebung des Insolvenzverfahrens dann nicht aus dem Tabelleneintrag erfolgen, wenn der Schuldner selbst die angemeldete Forderung bestritten hat. Um in einem solchen Fall einen Titel für die Zwangsvollstreckung nach Aufhebung des Insolvenzverfahrens zu erhalten, muss der Gläubiger Feststellungsklage gegen den Schuldner erheben (§ 184 InsO). War zum Zeitpunkt der Eröffnung des Insolvenzverfahrens bereits ein Rechtsstreit gegen den Schuldner anhängig, muss dieser vom Gläubiger wieder aufgenommen und auf Feststellung umgestellt werden. Bei einem obsiegenden Urteil kann der Gläubiger dann auch nach Aufhebung des Insolvenzverfahrens gegen den Schuldner vollstrecken.
In der Praxis ist eine Vollstreckung nach Verfahrensende oft nicht möglich: Natürliche Personen können im Rahmen des Insolvenzverfahrens die Restschuldbefreiung beantragen. Gewährt das Gericht eine solche, ist eine Vollstreckung nicht mehr möglich (§ 291, § 294 InsO). Ist der Schuldner eine juristische Person, etwa eine Aktiengesellschaft, KGaA oder GmbH, die nach Durchführung des Insolvenzverfahrens kein Vermögen mehr besitzt, so wird diese nach § 394 Abs. 1 Satz 2 FamFG von Amts wegen gelöscht, so dass eventuelle Ansprüche gegenstandslos werden.

### Haftung des Insolvenzverwalters
Der Insolvenzverwalter haftet auf Schadensersatz, wenn er durch die Verletzung einer ihm nach der Insolvenzordnung obliegenden Pflicht einen Schaden verursacht (§ 60 Abs. 1 InsO). Maßstab für sein Verschulden ist die Sorgfalt eines ordentlichen und gewissenhaften Insolvenzverwalters. Die Verjährung dieser Ansprüche richtet sich nach § 62 InsO, wobei die Ansprüche spätestens drei Jahre von der Aufhebung oder der Rechtskraft der Einstellung des Insolvenzverfahrens an verjähren.
Beispiele für Schadensersatzansprüche gegen den Insolvenzverwalter:
- Haftung für Nachteile aus fehlerhafter Buchführung (zum Beispiel steuerliche Nachteile), soweit sie in die Amtszeit des Insolvenzverwalters fällt
- Schadensersatzanspruch wegen Veräußerung des schuldnerischen Unternehmens unter Preis
- Schadensersatzanspruch wegen Durchführung des Insolvenzverfahrens in übertriebener Eile
- Schadensersatz wegen der Anerkennung unberechtigter Forderungen durch den Insolvenzverwalter
- Schadensersatz wegen des Versäumnisses, erreichbare Vermögenswerte zur Masse zu ziehen
- Schadensersatz wegen des Verjährenlassens von Forderungen
- Ersatz des Schadens, der dadurch entstand, dass der Insolvenzverwalter zur Tabelle festgestellte Steuerforderungen verspätet gezahlt hat
- wegen Nichtberücksichtigung einer angemeldeten und festgestellten Forderung bei Aufstellung des Schuldnerverzeichnisses
- wegen Verletzung der Nachforschungspflicht hinsichtlich Urkunden
- wegen der verspäteten Erfüllung eines Befriedigungsanspruchs, der durch eine Vormerkung abgesichert ist
- wegen der Nichtbeachtung der Aus- und Absonderungsrechte

Zur Vermeidung von Schadensersatzansprüchen wurden in der Insolvenzverwaltung Standards wie beispielsweise die Grundsätze ordnungsgemäßer Insolvenzverwaltung eingeführt. Zudem setzen Insolvenzverwalter spezialisierte Programme ein, die verschiedene Schutzmechanismen enthalten.

## Insolvenzplanverfahren, §§ 217–269 InsO
Innerhalb des Regelverfahrens bietet die Insolvenzordnung das neu geschaffene Instrument des Insolvenzplans an (§§ 217 ff. InsO). Im Insolvenzplan können die Verfahrensbeteiligten in weitgehender Autonomie vom Regelverfahren abweichende Vereinbarungen treffen. Insbesondere kann in einem Insolvenzplan eine Regelung zum Erhalt des Unternehmens getroffen werden.

### Vorlageberechtigung
Ein Insolvenzplan kann dem Insolvenzgericht vom Schuldner oder vom Insolvenzverwalter vorgelegt werden (§ 218 InsO). Der Insolvenzverwalter kann außerdem von der Gläubigerversammlung mit der Planerstellung beauftragt werden (§ 157 InsO). Bei einem Insolvenzverfahren in Eigenverwaltung (§ 270 InsO) ist der Sachwalter vorlagebefugt (§ 238 Abs. 1 InsO).

### Bestandteile des Insolvenzplanes
Der Insolvenzplan besteht aus einem darstellenden und einem gestaltenden Teil (§ 219 InsO). Der darstellende Teil enthält die Beschreibung der Unternehmenslage, der Insolvenz-Ursachen und der erforderlichen Sanierungsmaßnahmen. Die Gläubiger und das Insolvenzgericht sollen über das Ziel des Plans und den Weg zu dessen Erreichung unterrichtet werden. Planziele können zum Beispiel die Eigensanierung, die übertragende Sanierung, die Liquidation oder ein Moratorium zur Stundung von Forderungen sein.
Der gestaltende Teil legt fest, wie die Rechtsstellung der Beteiligten durch den Plan verändert wird (§ 221 InsO). Die Gläubiger werden durch den Plan in Gruppen unterteilt. Vom Gesetz vorgegebene Gruppen sind absonderungsberechtigte, nicht nachrangige und nachrangige Insolvenzgläubiger (§ 222 Abs. 1 InsO). Der Planverfasser kann Gläubiger gleicher Rechtsstellung und gleichartiger wirtschaftlicher Interessen zu weiteren Gruppen zusammenfassen (§222 Abs. 2 InsO). Eine Gleichbehandlung der Gläubiger findet im Unterschied zum Regelverfahren nur noch innerhalb der jeweiligen Gruppe statt.

### Gerichtliche Vorprüfung
Wird der Insolvenzplan dem Gericht vorgelegt, so hat das Gericht zunächst eine Vorprüfung durchzuführen (§ 232 InsO). Diese soll gewährleisten, dass offensichtlich ungeeignete, etwa rechtswidrige oder aussichtslose, Pläne bereits im Vorfeld aussortiert werden. Das Gericht prüft zunächst Mängel zur Vorlage oder zum Inhalt des Planes. Näher geprüft wird insbesondere die Sachgerechtigkeit der Gruppenbildung (§ 222 InsO), da die Gruppenbildung für das Abstimmungsergebnis entscheidend sein kann (vgl. § 244 ff. InsO) und bis zur Abstimmung insoweit keine Überprüfung mehr stattfindet.
Bei einem vom Insolvenzschuldner vorgelegten Plan hat das Gericht auch zu prüfen, ob der vorgelegte Plan offensichtlich ohne Erfolgsaussichten ist oder ob die vorgesehene Gläubigerbefriedigung offensichtlich aussichtslos ist (§ 231 Abs. 1 Nr. 2 InsO).
Wird der Insolvenzplan nicht zurückgewiesen, so leitet das Insolvenzgericht ihn zur Stellungnahme weiter an den Gläubigerausschuss, den Verwalter und den Schuldner sowie an den Betriebsrat und den Sprecherausschuss der leitenden Angestellten (§ 232 InsO). Insolvenzplan und Stellungnahmen werden zur Einsichtnahme der Beteiligten niedergelegt (§ 234 InsO).

### Abstimmung über den Plan
Das Gericht bestimmt einen Termin, in dem nach der Erörterung und etwaigen Änderungen durch den Planverfasser über den Plan abgestimmt wird (§ 235 InsO). Gläubiger, deren Forderungen durch den Plan nicht beeinträchtigt werden, haben hierbei kein Stimmrecht (§ 237 InsO). Die Gläubiger stimmen in den vom Plan vorgesehenen Gruppen ab (§ 243 InsO). Der Plan wird angenommen, wenn sich in jeder Gruppe eine Mehrheit nach Köpfen und Forderungssummen der abstimmenden Gläubiger findet (§ 244 InsO).
Wird in einer Gruppe keine Mehrheit erzielt, so gilt die Zustimmung dieser Gruppe nach dem Obstruktionsverbot des § 245 InsO gleichwohl als erteilt, wenn sich zum Beispiel die Stellung der Gruppe durch den Plan nicht verschlechtert oder wenn die Mehrheit der Gruppen zustimmt. Hierdurch soll der Widerstand sanierungsunwilliger Gläubiger gebrochen und die Annahme des Plans erleichtert werden.
Der Schuldner kann dem Plan widersprechen. Sein Widerspruch ist aber unbeachtlich, wenn er durch den Plan keine Verschlechterung seiner Stellung erfährt (§ 247 InsO).

### Bestätigung des Plans durch das Gericht
Nach der Annahme des Insolvenzplans durch die Gläubiger entscheidet das Insolvenzgericht über die Bestätigung des Insolvenzplanes (§ 248 InsO). Im Rahmen dieser von Amts wegen ergehenden Entscheidung überprüft das Gericht auch, ob die fehlende Zustimmung von Gläubigergruppen (§ 245 InsO) zu ersetzen ist. Die Bestätigung ist von Amts wegen zu versagen, wenn die Vorschriften über den Inhalt und die verfahrensmäßige Behandlung des Insolvenzplans sowie über die Annahme durch die Beteiligten und die Zustimmung des Schuldners in einem wesentlichen Punkt nicht beachtet worden sind und der Mangel nicht behoben werden kann (§ 252 InsO). Ein weiterer Versagensgrund ist, dass die Annahme des Plans unlauter, insbesondere durch Begünstigung eines Beteiligten, herbeigeführt worden ist (§ 250 Nr. 2 InsO). Unlauter und damit nichtig ist etwa die Herbeiführung der Annahme eines Insolvenzplans durch einen Forderungskauf, der einzelnen Gläubigern besondere Vorteile bietet.

### Wirkung des bestätigten Insolvenzplans
Mit der Rechtskraft der Bestätigung des Plans treten die im gestaltenden Teil festgelegten Wirkungen für und gegen alle Beteiligten ein (§ 254 InsO). Beteiligte sind die Insolvenzgläubiger, die absonderungsberechtigten Gläubiger sowie der Schuldner, soweit dessen Haftung nach Beendigung des Verfahrens geregelt wurde (§ 270 InsO). Wurde im gestaltenden Teil des Insolvenzplans etwa ein Teilerlass von Insolvenzforderungen vorgesehen, so gilt diese Regelung gegenüber allen Forderungen, auch gegenüber denjenigen Forderungen, die nicht angemeldet wurden (§ 254b InsO). Der Schuldner wird mit der im gestaltenden Teil vorgesehenen Befriedigung der Insolvenzgläubiger von seinen restlichen Verbindlichkeiten gegenüber diesen Gläubigern befreit (§ 227 Abs. 1 InsO). Der Insolvenzplan kann vorsehen, dass seine Erfüllung vom Insolvenzverwalter überwacht wird (§§ 260 ff. InsO).
Die Insolvenzgläubiger können aus dem rechtskräftig bestätigten Insolvenzplan in Verbindung mit der Tabelleneintragung wie aus einem vollstreckbaren Urteil die Zwangsvollstreckung gegen den Schuldner betreiben (§ 257 InsO). Diese Regelung soll den Insolvenzgläubigern die beschleunigte und erleichterte Durchsetzbarkeit plangeregelter Forderungen ermöglichen, sie aber nicht darauf beschränken. Daher verbleibt zusätzlich der ordentliche Klageweg bestehen, der insbesondere für nicht angemeldete Insolvenzforderungen relevant ist.
Ansprüche der Insolvenzgläubiger gegenüber Dritten, beispielsweise Bürgen, werden vom Insolvenzplan nicht berührt und können daher weiterhin geltend gemacht werden (§254 Abs. 2 InsO). Kommt der Schuldner mit der Erfüllung des Insolvenzplanes erheblich in Rückstand, so wird die dort vorgesehene Stundung oder der Erlass hinfällig (§ 255 InsO).
Ist die Bestätigung des Insolvenzplanes rechtskräftig, wird die Aufhebung des Insolvenzverfahrens beschlossen (§ 258 InsO), soweit der Insolvenzplan nicht etwas anderes vorsieht. Der Beschluss des Insolvenzgericht über die Aufhebung ist nicht anfechtbar (§ 6 Abs. 1 InsO). Mit dem Beschluss erlöschen auch die Ämter des Insolvenzverwalters und der Mitglieder des Gläubigerausschusses (§ 259 InsO).

## Insolvenz in Eigenverwaltung, §§ 270–285 InsO
Beim Eigenverwaltungsverfahren verzichtet man auf die Einsetzung eines Insolvenzverwalters. Stattdessen führt der Schuldner das Verfahren, wozu er seine Verfügungsbefugnis behält. Allerdings wird er bei seiner geschäftlichen Tätigkeit nach § 270 InsO hierbei durch einen vom Gericht bestellten Sachwalter überwacht.
Die an das Verfahren des Chapter 11 des US Bankruptcy Code (debtor in possession) angelehnte Eigenverwaltung dient dazu, die Erfahrung des Schuldners mit dem Unternehmen für das Verfahren nutzbar zu machen. Ferner ist das Verfahren günstiger, da beispielsweise die anteilige Vergütung eines Sachwalters geringer als die eines Verwalters ist. Zudem beabsichtigte der Gesetzgeber, dem Schuldner durch die Aussicht auf Eigenverwaltung einen Anreiz zu geben, den Insolvenzantrag früher zu stellen. Allerdings sehen Kritiker die Gefahr, dass der Schuldner seine größere Freiheit missbraucht, um Vermögensgegenstände beiseitezuschaffen. Zudem hängt die Insolvenz nicht selten mit Fehlern auf Seiten des Schuldners zusammen, sodass bezweifelt wird, dass der Schuldner eine erfolgreiche Sanierung durchführen kann.
Die Eigenverwaltung konnte sich in der Praxis bislang nicht wie vom Gesetzgeber erhofft durchsetzen. Sanierungsfähige Unternehmen versuchen nach wie vor, Restrukturierungen und Sanierungen außerhalb des Insolvenzverfahrens durchzuführen. Die insolvenzrechtlichen Sanierungspotentiale bleiben insoweit ungenutzt. Zur Eigenverwaltung kam es in den Insolvenzverfahren über die Vermögen der Kirch Media GmbH & Co. KGaA, der Babcock-Borsig AG und der Ihr Platz GmbH & Co. KG.
Prädestiniert ist die Eigenverwaltung dann, wenn das insolvente Unternehmen den Antrag auf ein Insolvenzverfahren frühzeitig, beispielsweise bei nur drohender Zahlungsunfähigkeit stellt und bereits in einem frühen Verfahrensstadium einen Insolvenzplan mit dem Ziel der Sanierung vorlegt. In diesem in § 270b InsO geregelten Fall kann das Gericht den vom Schuldner vorgeschlagenen Sachwalter nur bei offensichtlicher Ungeeignetheit ablehnen. Dieses als Schutzschirmverfahren bezeichnete Verfahren dient dazu, dem Schuldner das Vorbereiten der Sanierung des Unternehmens einzuleiten: Dieser erhält bis zu drei Monate Zeit, um einen Insolvenzplan auszuarbeiten. Um Missbrauch zu verhindern, muss der Schuldner eine Bescheinigung einer fachkundigen und unabhängigen Person vorlegen, dass keine Zahlungsunfähigkeit vorliegt und die Sanierung nicht offensichtlich aussichtslos ist.

## Verbraucherinsolvenzverfahren, §§ 304–314 InsO
Mit dem Verbraucherinsolvenzverfahren steht ein gesondert geregeltes vereinfachtes Insolvenzverfahren für eine zahlungsunfähige natürliche Person zur Verfügung. Es steht neben dem Verbraucher auch Kleingewerbetreibenden im Sinne des § 304 Abs. 1 Satz 2 InsO offen. Hierzu zählen ehemalige Selbstständige, deren Vermögensverhältnisse überschaubar sind. Dies ist der Fall, wenn sie im Zeitpunkt der Antragstellung weniger als 20 Gläubiger haben und gegen sie keine Forderungen aus Arbeitsverhältnissen bestehen.
Der erste Schritt auf dem Weg zu einem Verbraucherinsolvenzverfahren ist ein außergerichtlicher Einigungsversuch zwischen dem Schuldner und seinen Gläubigern auf Grundlage einen Schuldenbereinigungsplans. Scheitert dieser Einigungsversuch, kann der Schuldner sich an das Insolvenzgericht wenden und einen gerichtlichen Einigungsversuch beantragen. Scheitert auch dieser, kommt es zur Eröffnung des vereinfachten Insolvenzverfahrens.
Im Anschluss hieran kann ein Restschuldbefreiungsverfahren folgen. Hierbei handelt es sich um eine Zahlungsentpflichtung durch Gerichtsbeschluss. Auf begründeten Antrag mindestens eines Gläubigers kann das Gericht diese Zahlungsentpflichtung nach § 290 InsO durch Gerichtsbeschluss verweigern.
Häufige Überschuldungsgründe, die zu einer Verbraucherinsolvenz führen, sind Arbeitslosigkeit, Trennung bzw. Scheidung vom Partner, Krankheit, ein unpassendes Konsumverhalten sowie Einkommensarmut.

## Besondere Arten des Insolvenzverfahrens, §§ 315–334 InsO
Außer über das Vermögen jeder natürlichen und jeder juristischen Person kann ein Insolvenzverfahren auch über einen Nachlass, über das Gesamtgut einer fortgesetzten Gütergemeinschaft oder über das Gesamtgut einer gemeinschaftlich verwalteten Gütergemeinschaft eröffnet werden (§ 11 Abs. 2 Nr. 2 InsO).

## Sanierungs- und insolvenzrechtliches Krisenfolgenabmilderungsgesetz vom 27. März 2020
Am 27. März 2020 wurde das Sanierungs- und insolvenzrechtliche Krisenfolgenabmilderungsgesetz (abgekürzt SanInsKG) ausgefertigt und im Bundesgesetzblatt verkündet. Es ist rückwirkend zum 1. März 2020 in Kraft getreten. Durch das Gesetz werden u. a. die Insolvenzantragspflichten gemäß § 15a InsO und § 42 Abs. 2 BGB ausgesetzt, sofern die Zahlungsunfähigkeit oder Überschuldung auf der COVID-19-Pandemie beruht. Soweit die Antragspflichten suspendiert sind, entfällt die Haftung der Geschäftsführer bzw. Vorstände für eine verspätete oder unterlassene Antragsstellung. Außerdem wird die Haftung für Verstöße gegen die gesetzlichen Zahlungsverbote der § 64 Satz 1 GmbHG und § 92 Abs. 2 AktG abgemildert. Darüber hinaus wird die Aufnahme von Darlehen erleichtert.
Die Insolvenzantragspflichten (samt aller anderen Regelungen des SanInsKG, da diese an der Aussetzung anknüpfen) wurden zunächst bis zum 30. September 2020 ausgesetzt. Für den Antragsgrund der Überschuldung wurde die Regelung bis zum 31. Dezember 2020 verlängert, für Unternehmen, bei denen die Zahlung staatlicher Hilfen ausstand, bis zum 30. April 2021.
Infolge des durch den russischen Überfall auf die Ukraine ausgelösten wirtschaftlichen Probleme wurde der Prognosezeitraum für den Antragsgrund der Überschuldung ab 9. November 2022 bis Ende 2023 von zwölf auf vier Monate verkürzt.

## Internationales Insolvenzrecht, §§ 335–358 InsO
Das Internationale Insolvenzrecht regelt die gerichtliche Zuständigkeit und das anwendbare Recht in Insolvenzfällen mit grenzüberschreitenden Bezügen. Innerhalb der Europäischen Union mit Ausnahme Dänemarks hat dabei die Verordnung (EG) Nr. 1346/2000 (EuInsVO) Anwendungsvorrang.
In anderen Fällen, also bei grenzüberschreitenden Bezügen zu Staaten außerhalb der EU oder mit Dänemark, gelten die §§ 335-358 InsO. § 343 Abs. 1 InsO bestimmt als Grundsatz, dass die Eröffnung eines ausländischen Insolvenzverfahrens im Inland anerkannt wird unter der Voraussetzung, dass nicht nach deutschem Recht die deutschen Gerichte zuständig gewesen wären und die Anerkennung nicht zu einem Ergebnis führt, das mit wesentlichen Grundsätzen des deutschen Rechts, insbesondere den Grundrechten, offensichtlich unvereinbar ist. Wird nach diesen Grundsätzen ein ausländisches Verfahren anerkannt, so richten sich der weitere Ablauf des Insolvenzverfahrens und dessen Wirkungen nach dem Recht des Staates der Verfahrenseröffnung, § 335 InsO.
Neben einem ausländischen Hauptinsolvenzverfahren kann im Inland nach § 356 InsO ein Sekundärinsolvenzverfahren eröffnet werden, dessen Wirkungen sich auf das im Inland belegene Vermögen des Schuldners beschränken. Auf das Sekundärinsolvenzverfahren finden weitgehend wieder die deutschen Verfahrensvorschriften Anwendung. Innerhalb der EU gilt das europäische Insolvenzverfahren.
Um eine Koordination von Haupt- und Sekundärinsolvenzverfahren zu erreichen, ordnen Art. 31 EuInsVO (PDF) und § 357 InsO eine Pflicht zur Zusammenarbeit der jeweils bestellten Insolvenzverwalter an. Mit einer Zusammenarbeit der beteiligten Gerichte befasst sich § 348 Abs. 2 InsO. Daneben gibt es zwei von internationalen Verbänden verfasste Richtlinien, die allerdings nur unverbindlichen Charakter haben: die vom American Law Institute und dem International Insolvency Institute entwickelten Guidelines Applicable to Court-to-Court Communications in Cross-Border Cases sowie die European Communication and Cooperation Guidelines for Cross-border Insolvency.